# Grigore Ignat
Grigore Ignat (n. 2 august 1889, Bârlad, România – d. 6/19 august 1917, Mărășești, România) a fost un ofițer român, căzut eroic în luptele de la Mărășești din cadrul Primului Război Mondial.
Combatant în grad de căpitan în Armata a 1-a română, Regimentul 51, a participat la luptele de pe frontul de la Mărășești, căzând eroic la datorie în lupta de la cota 100 din data de 6/19 august, cu mâinile încleștate pe una din cele 8 mitraliere, acoperite la sfârșitul luptei de 2 rânduri de soldați români morți. Cota 100 a fost pentru el, dar și pentru mulți alți bravi soldați, ultimul drum. A intrat astfel în istorie încă un erou, alături de ceilalți ostași eroi, cunoscuți sau necunoscuți.
A fost decorat cu Ordinul „Mihai Viteazul”, clasa III, pentru modul cum și-a condus compania din Regimentul 51/52 Infanterie în Lupta de la Răzoare .
„Pentru vitejia și avântul fără seamăn cu care a luptat cu compania de mitraliere în lupta de la Răzoare, la 6 august 1917, unde aflându-se cu compania la centrul Diviziei 13, pe unde trupele germane reușise a pătrunde, a rămas neclintit pe poziție secerând valurile dușmane până la respingerea completă a vrăjmașului, după care a fost găsit mort cu eroica sa companie acoperiți aproape de trupurile inamicului uciși.”
Înalt Decret no. 1488 din 13 decembrie 1917:p. 142

## Decorații
- Ordinul „Mihai Viteazul”, clasa III, 13 decembrie 1917[3]:p. 119